# Gamal al-Banna
Gamal al-Banna (también: Jamal al-Banna, 15 de diciembre de 1920 - 30 de enero de 2013) fue un escritor egipcio y sindicalista. Él era el hermano menor de Hassan al-Banna (1906-1949), el fundador de Hermanos Musulmanes. A diferencia de su hermano, sin embargo, Gamal al-Banna es un erudito liberal y bien conocido por sus críticas a las narrativas tradicionales islámicas rechazando 635 Hadiths de Sahih Bukhari y Sahih Muslim que encuentra en contradicción con el Corán y su mensaje de justicia, libertad y tolerancia.
Gamal al-Banna era también el tío abuelo del conocido suizo musulmán Tariq Ramadan.